# Вельямовичи
Вельямо́вичи (бел. Вельямовічы) — деревня в Брестском районе Брестской области Беларуси, в составе Мотыкальского сельсовета. Население — 486 человек (2019).

## География
Деревня находится в 22 км (26 км по автодорогам) к северо-западу от центра города Брест и в 11 км по автодорогам к западу — северо-западу от центра сельсовета, агрогородка Большие Мотыкалы. В трёх километрах к югу протекает река Западный Буг, по которой здесь проходит граница с Польшей. Вокруг деревни лежит сеть мелиоративных канав со стоком в Мотыкальский канал, а оттуда в Буг. Через деревню проходит местная дорога Большие Мотыкалы — Вельямовичи — Ставы. Ближайшая ж/д станция Щитники (линия Брест — Белосток) находится в пяти километрах от Вельямовичей.

## История
Деревня известна с XVI века, в письменных источниках впервые упоминается в 1558 году. С XVI века местечко было дворянским имением в Берестейском воеводстве Великого княжества Литовского. Упоминается в 1631 году как село с церковью и ценным Евангелием. В 1724 году построена новая деревянная церковь.
В 1772 году село носило название Вилановичи. В XVII—XVIII веках в селе существовала униатская церковь. После третьего раздела Речи Посполитой (1795 год) в составе Российской империи, административно принадлежало Гродненской губернии.
В XIX веке село, центр имения в Брестском уезде, в 1846 году — 7 дворов. Имению принадлежало 153, а крестьянам — 69 десятин земли.
В 1862 году имение принадлежало Юлиану Канапинскому, после подавления восстания 1863 года конфисковано и распродано. Перед Первой мировой войной одна часть имения принадлежала Саковичам, другая — Добринецким. В 1869 году построена каменная православная церковь Вознесения Господнего. Действовала церковно-приходская школа. В 1881 году на месте храма, возведённого в 1724 году, в восточной части села построена православная Ильинская церковь.
В 1886 году — село Волчинской волости Брестского уезда, 29 дворов, 2 православных церкви и трактир.
В 1905 году в селе было 546 жителей, в имении — 6 жителей.
В Первую мировую войну с 1915 года оккупировано германскими войсками. Согласно Рижскому мирному договору (1921) Вельямовичи вошли в состав межвоенной Польши, где принадлежали гмине Волчин Брестского повета Полесского воеводства. В 1921 году насчитывалось 48 дворов. С 1939 года в составе БССР, в 1940 году — 86 дворов.
В годы Второй мировой войны были убиты 8 жителей, 19 сельчан погибли на фронте. После войны был организован колхоз имени Гастелло. Согласно переписи 1959 года в деревне Вельямовичи Большие было 265, а в деревне Вельямовичи Малые — 67 жителей. В скором времени эти деревни были объединены в одну.
4 сентября 1972 года в состав деревни включена деревня Сычики.
Существовавшая в деревне усадьба Добринецких не сохранилась, от неё остались только фрагменты парка.

## Население
На 1 января 2018 года насчитывалось 498 жителей в 190 хозяйствах, из них 91 младше трудоспособного возраста, 295 — в трудоспособном возрасте и 112 — старше трудоспособного возраста.

## Инфраструктура
Имеются средняя школа, ясли-сад, 2 магазина, очистные сооружения и кладбище. В деревне расположен Сычёвский сельский Дом культуры с библиотекой. Действуют зерноток и две фермы КРС.

## Культура
- Музей ГУО "Средняя школа д. Вельямовичи"

## Достопримечательности
- Каменная православная Спасо-Вознесенская церковь. Построена в 1868 году, памятник архитектуры. Включена в Государственный список историко-культурных ценностей Республики Беларусь[9]  Историко-культурная ценность Республики Беларусь, шифр 113Г000074
- Фрагменты парка усадьбы Добринецких

#### Утраченное наследие
- Усадьба Добринецких (XVI в.)

## Галерея

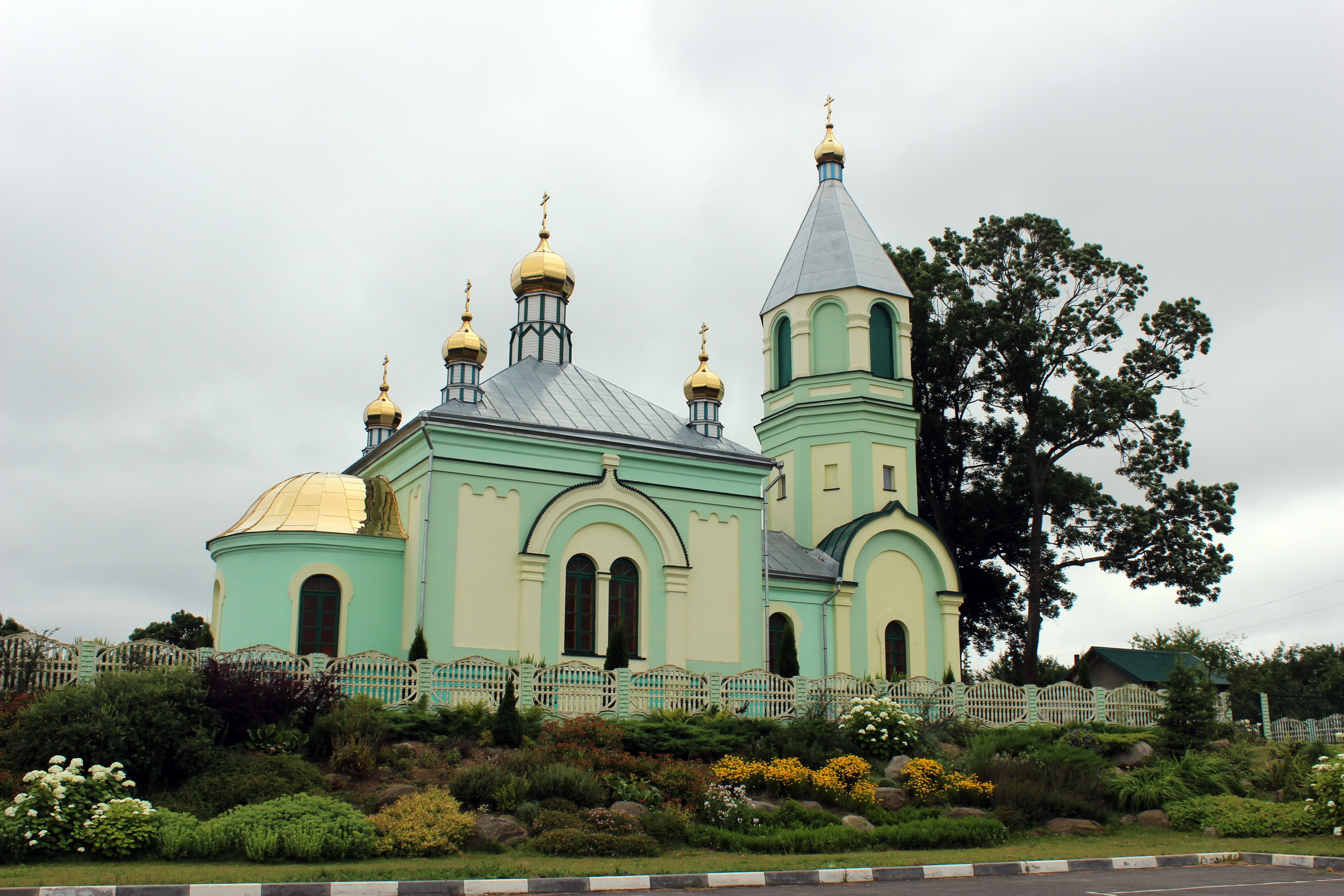
Спасо-Вознесенская церковь
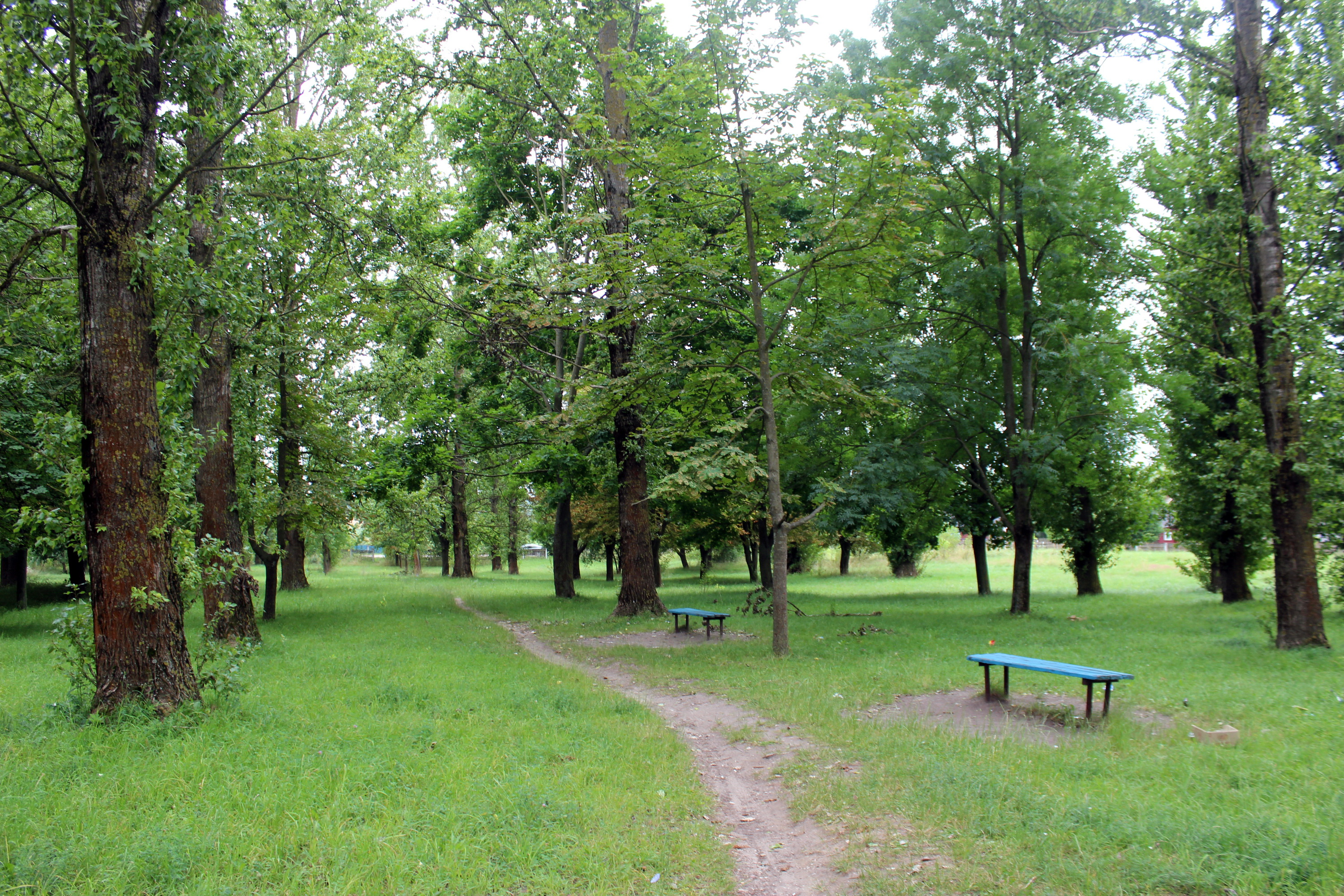
Приусадебный парк